# Jordan Brangers
Jordan Brangers (* 1. Januar 1995) ist ein US-amerikanischer Basketballspieler.

## Laufbahn
Brangers spielte an der North Hardin High School in Radcliff, dann an der Eastern High School (jeweils im US-Bundesstaat Kentucky). Er verließ die Schule ohne Abschluss, holte diesen aber später nach, um ein Studium aufnehmen zu können. Er weilte am St. Catharine College in Kentucky, dann am Motlow State Junior College (Bundesstaat Tennessee), gehörte an beiden Hochschulen aber nicht zur Basketballmannschaft. Mit Beginn des Spieljahres 2016/17 stand er im Kader des South Plains College im Bundesstaat Texas und gehörte mit einem Punkteschnitt von 20,9 pro Begegnung zu den besten Korbschützen der NJCAA, der Vereinigung der zweijährigen „Junior Colleges“. Brangers traf im Verlauf 151 Dreipunktwürfe und stellte damit eine neue Bestmarke für die Basketballmannschaft des South Plains College auf. Mehrere Möglichkeiten, an Universitäten der ersten NCAA-Division zu wechseln, zerschlugen sich. Im April 2017 zog Brangers zunächst seine der Texas Tech University gegebene Zusage zurück, um aus familiären Gründen seiner Heimatstadt Radcliff in Kentucky näher zu sein. Noch im selben Monat wurde er als Neuzugang an der Western Kentucky University vermeldet, bereits Ende August 2017 und damit vor Saisonbeginn verließ er die Mannschaft, da er die schulischen Wechselanforderungen der NCAA nicht erfüllte. Brangers kehrte ans South Plains College zurück, wo er in der Spielzeit 2017/18 in 30 Partien im Durchschnitt 16,0 Punkte je Begegnung erzielte und den Meistertitel der NJCAA gewann. Im Februar 2018 zog er seine Zusage zu seinem Wechsel an die Colorado State University zurück entschied sich im März 2018 dann, ins Profilager zu wechseln und sich zum Draftverfahren der NBA anzumelden. Dort wurde er aber von keiner Mannschaft ausgewählt.
Ende Juli 2018 wurde er vom deutschen Bundesligisten Eisbären Bremerhaven unter Vertrag genommen. Kurz vor Weihnachten 2018 kam es zur Trennung von den Eisbären, die Verteidigungsschwächen bei Brangers als Grund angaben. Er hatte bis dahin zehn Bundesliga-Spiele für Bremerhaven bestritten und im Durchschnitt 12,7 Punkte pro Begegnung erzielt.
Im September 2019 wurde seine Verpflichtung durch den israelischen Zweitligisten Hapoel Ramat Gan vermeldet, über die Bühne ging der Wechsel letztlich jedoch nicht. Beim Draft-Verfahren der NBA G-League im Oktober 2019 sicherten sich die Santa Cruz Warriors die Rechte an Brangers, er wurde aber Anfang November 2019 aus dem Kader gestrichen. Anfang März 2020 gab die mexikanische Mannschaft Rayos de Hermosillo Brangers Verpflichtung bekannt. In zwei Ligaeinsätzen erzielte er im Schnitt 26 Punkte je Begegnung, ehe die Saison aufgrund der Ausbreitung von Covid-19 endete.
Im Juli 2020 vermeldete der dänische Erstligist Randers Cimbria, Brangers unter Vertrag genommen zu haben. Er bestritt aber kein Spiel für die Mannschaft. 2022 spielte er wieder für die Rayos de Hermosillo in Mexiko.